# WWE Breaking Point
Pour les articles homonymes, voir Breaking Point.
L’édition 2009 de Breaking Point est une manifestation de catch (lutte professionnelle) télédiffusée et visible uniquement en paiement à la séance. L'événement, produit par la World Wrestling Entertainment (WWE), a eu lieu le 13 septembre 2009 dans la salle omnisports Centre Bell à Montréal, au Québec, dans le Canada. Il s'agit de la première édition et unique édition de Breaking Point, pay-per-view annuel qui remplace Unforgiven et qui sera remplacé un an plus tard par Night of Champions. Triple H est la vedette de l'affiche officielle.
Sept matchs, dont cinq mettant en jeu les titres de la fédération, ont été programmés. Chacun d'entre eux est déterminé par des storylines rédigées par les scénaristes de la WWE ; soit par des rivalités survenues avant le pay-per-view, soit par des matchs de qualification en cas de rencontre pour un championnat. L'événement a mis en vedette les catcheurs des divisions Raw, SmackDown et ECW, créées en 2002 lors de la séparation du personnel de la WWE en deux promotions distinctes. La division ECW ne les rejoindra qu'en 2006.
Le main event est un Submission match pour le World Heavyweight Championship opposant le champion CM Punk à The Undertaker. Le but du match est de faire abandonner son adversaire. Le match, initialement remporté par l'Undertaker, recommence sous les ordres de Theodore Long. L'Undertaker a en effet utilisé son Hell's Gate, prise censé être interdite depuis un an. CM Punk remporte le match avec l'aide de l'arbitre Scott Armstrong qui décide de faire sonner la cloche alors que l'Undertaker n'avait pas abandonné lorsque Punk lui faisait son Anaconda Vice.
Le match pour le WWE Championship a vu s'affronter le champion Randy Orton contre John Cena dans un « I Quit » match. Cena remporte le match et devient pour la quatrième fois champion de la WWE. Dans cette même soirée, l'équipe The Legacy (Cody Rhodes et Ted DiBiase) battent la D-Generation X (Triple H et Shawn Michaels) dans un Submission Count Anywhere match.
12 000 personnes ont réservé leur place pour assister au spectacle. Le DVD du spectacle est sorti le 13 octobre 2009. Breaking Point a reçu des avis très mitigés des spécialistes, notamment à cause de la fin du main-event qui, pour beaucoup, est juste un hommage au célèbre Montreal Screwjob.

## Contexte
Les spectacles de la World Wrestling Entertainment en paiement à la séance sont constitués de matchs aux résultats prédéterminés par les scénaristes de la WWE. Ces rencontres sont justifiées par des storylines — une rivalité avec un catcheur, la plupart du temps — ou par des qualifications survenues dans les émissions de la WWE telles que Raw, SmackDown et ECW. Tous les catcheurs possèdent un gimmick, c'est-à-dire qu'ils incarnent un personnage gentil ou méchant, qui évolue au fil des rencontres. Un pay-per-view comme Breaking Point est donc un événement tournant pour les différentes storylines en cours.

### CM Punk contre Undertaker

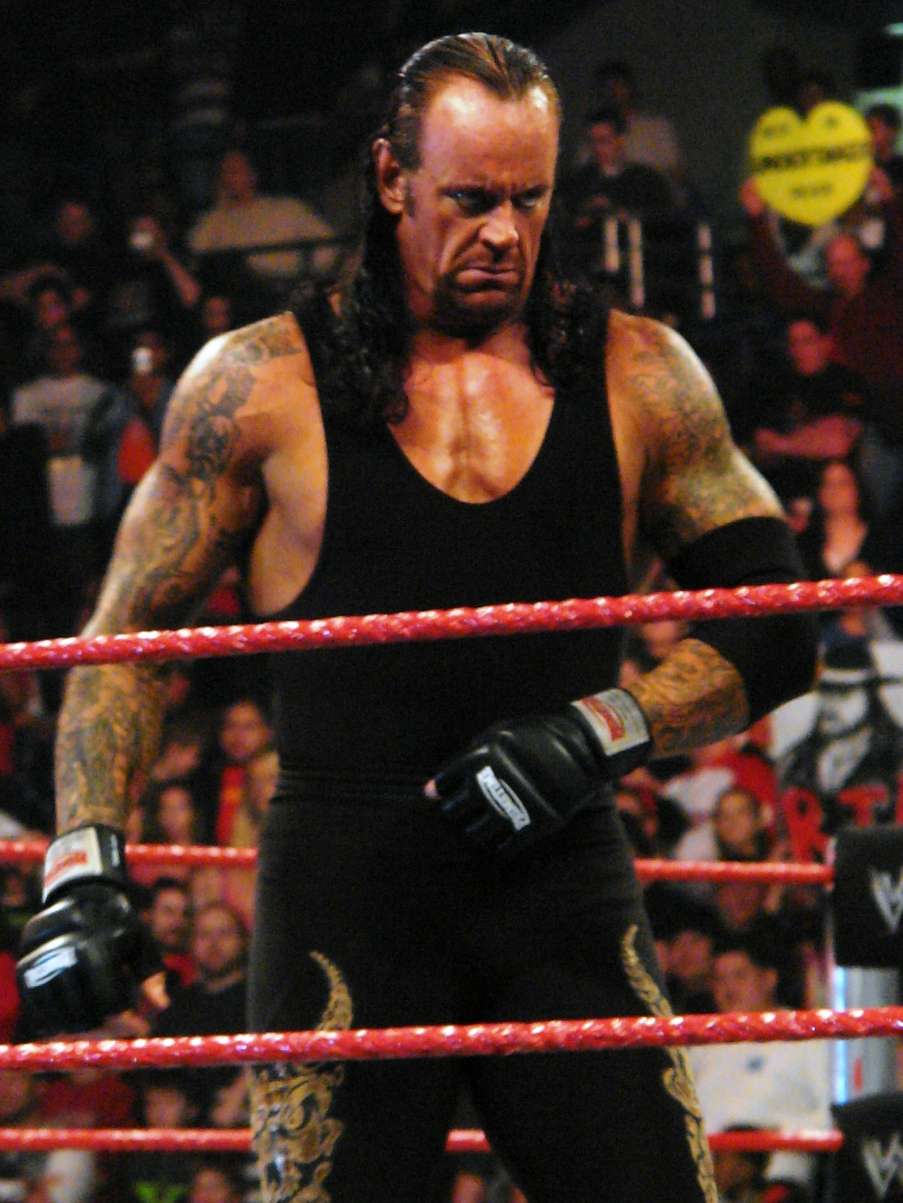
The Undertaker affronte CM Punk pour le championnat du monde poids-lourd.

La rivalité (feud) prédominante de la division SmackDown est celle entre CM Punk et The Undertaker pour le championnat du monde poids-lourd. Lors de SummerSlam (2009), Punk bat Jeff Hardy dans un TLC match et remporte pour la troisième fois de sa carrière le championnat du monde poids-lourd,. À la fin du match, Undertaker apparaît en dessous de Punk qui était en train de célébrer et lui fait un Chokeslam.
Le 28 août, il est annoncé que Punk et Hardy vont s'affronter pour le titre dans la soirée : le gagnant affronte l'Undertaker à Breaking Point dans un Submission match et le perdant quitte la WWE. Punk bat Hardy dans un Steel Cage match et conserve son titre. Le perdant devait quitter la fédération : Jeff Hardy quitte la WWE.
Le 4 septembre, CM Punk, habillé en Jeff Hardy se présente sur le ring et rappelle que ce dernier a quitté définitivement la WWE. Il dit qu'il est la nouvelle génération et affirme que l'Undertaker n'est plus une icône et qu'à Breaking Point, deux légendes vont se croiser. Punk est ensuite attaqué par Matt Hardy qu'il va affronter dans la soirée. Le match entre Punk et Matt se finit en No Contest à la suite d'une attaque de l'Undertaker contre la personne de Punk.
Le 11 septembre, l'Undertaker se présente sur le ring et parle de son adversaire. Il dit que CM Punk va reposer en paix et qu'il sera une victime de plus. Le champion l’interrompt et dit qu'il était le plus fort parmi les deux et qu'il fera abandonner l'Undertaker comme Matt Hardy. Plus tard dans la soirée, il bat Matt Hardy dans un Submission match.

### John Cena contre Randy Orton

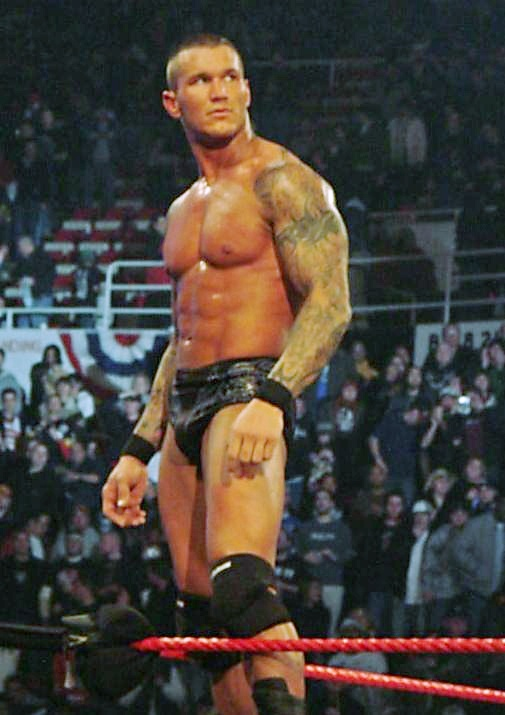
Randy Orton défend son championnat de la WWE face à John Cena.

La rivalité (feud) prédominante de la division Raw est celle entre John Cena et Randy Orton pour le championnat de la WWE. À SummerSlam (2009), Randy Orton conserve le WWE Championship avec l'aide de Brett DiBiase, le frère de Ted DiBiase.
Le 24 août, Vince McMahon annonce que Cena et Orton s'affronteront dans un « I Quit » match à Breaking Point. Dans cette même soirée, The Legacy affrontent la DX et Mr. McMahon. Durant le match, Cena intervient et porte un Attitude Adjustment sur Orton, donnant la victoire à l'équipe DX/McMahon.
Le 31 août, Dusty Rhodes organise un match pour le titre entre son fils et Orton avec John Cena en arbitre spécial. Orton et Cody arrivent sur le ring et acceptent le match. Durant le match, Orton et Rhodes attaquent Cena avec DiBiase, qui finit par lui porter son Dream Street. La DX vient pour aider Cena mais Dusty s'allie à The Legacy et parviennent à avoir le dessus sur la DX jusqu'à ce qu'Orton face à un RKO sur Dusty.

### The Legacy contre D-Generation X

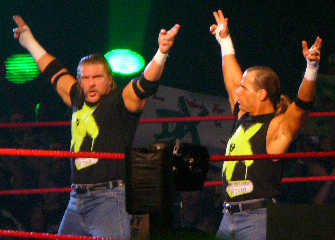
Les vétérans de la D-Generation X affrontent les jeunes membres de la Legacy.

À SummerSlam (2009), la D-Generation X battent The Legacy (composé de Ted DiBiase et Cody Rhodes).
Le 24 août à Raw, Ted DiBiase révèle que son frère, Brett DiBiase, est l'homme qui est intervenu dans le match opposant Cena et Orton à SummerSlam pour faire gagner ce dernier. The Legacy (en plus de Randy Orton) affrontent la DX et Mr. McMahon dans un Six-Man Tag Team match. Ils perdent à la suite d'une intervention de John Cena.
Le 31 août, Cody Rhodes affronte Randy Orton dans un match pour le championnat de la WWE organisé par le père de Cody, Dusty, avec John Cena en arbitre spécial. Le match ne se termine pas car Orton, Rhodes & DiBiase attaquent Cena et la DX, avec l'aide de Dusty Rhodes.
Le 7 septembre, Cody affronte Cena. Cena remporte le match par disqualification à la suite d'une intervention d'Orton. Cena arrive à prendre le dessus sur les deux lutteurs. Dans la même soirée, la DX affronte le duo Randy Orton / Chris Masters. À la fin du match, les sbires d'Orton viennent en aide à ce dernier mais se font mettre à terre par la DX qui remporte le match. Sur le ring, le champion de la WWE affirme que la Legacy va faire abandonner la DX.

### Christian contre William Regal
Au dernier pay-per-view, Christian défend avec succès le ECW Championship dans un match très court contre William Regal.
Le 25 août à ECW, Regal, accompagné par Vladimir Kozlov et Ezekiel Jackson,

## Résultats
| #                                                                | Match                                                                                       | Stipulation                                                                                   | Durée |
| ---------------------------------------------------------------- | ------------------------------------------------------------------------------------------- | --------------------------------------------------------------------------------------------- | ----- |
| Dark                                                             | Evan Bourne bat Chavo Guerrero                                                              | Match simple                                                                                  | 05:00 |
| 2                                                                | Jeri-Show (Chris Jericho et Big Show) (c) battent Montel Vontavious Porter et Mark Henry    | Tag Team match pour le WWE Unified Tag Team Championship                                      | 12:13 |
| 3                                                                | Kofi Kingston (c) bat The Miz                                                               | Match Simple pour le WWE United States Championship                                           | 11:56 |
| 4                                                                | The Legacy (Cody Rhodes et Ted DiBiase) battent D-Generation X (Shawn Michaels et Triple H) | Submission Count Anywhere match                                                               | 21:40 |
| 5                                                                | Kane bat The Great Khali (w/Ranjin Singh)                                                   | Singapore Cane match                                                                          | 05:50 |
| 6                                                                | Christian bat William Regal                                                                 | Match Simple pour le ECW Championship ; Vladmir Kozlov et Ezekiel Jackson sont bannis du ring | 10:15 |
| 7                                                                | John Cena bat Randy Orton (c)                                                               | « I Quit » match pour le WWE Championship                                                     | 19:46 |
| 8                                                                | CM Punk (c) bat The Undertaker                                                              | Submission match pour le World Heavyweight Championship                                       | 08:52 |
| (c) désigne le(s) champion(s) défendant son titre dans le match. |                                                                                             |                                                                                               |       |